# Miss Blyden
Miss Blyden is een drank die traditioneel op het eiland Sint Eustatius (Caribisch Nederland) gemaakt wordt van de vruchten van de cactusvijg, lokaal 'prickly pear' genoemd (Opuntia).
Het vruchtvlees wordt gepureerd en zachtjes gekookt met toevoeging van suiker en specerijen als kaneel, kruidnagelen, piment, vanille en ook wel gember en anijszaad. Wanneer het geheel is ingekookt, wordt de massa gezeefd en gebotteld. Meestal wordt rum toegevoegd.
Blyden of Blijden is een familienaam die al vanaf de 18de eeuw voorkomt op Sint Eustatius.

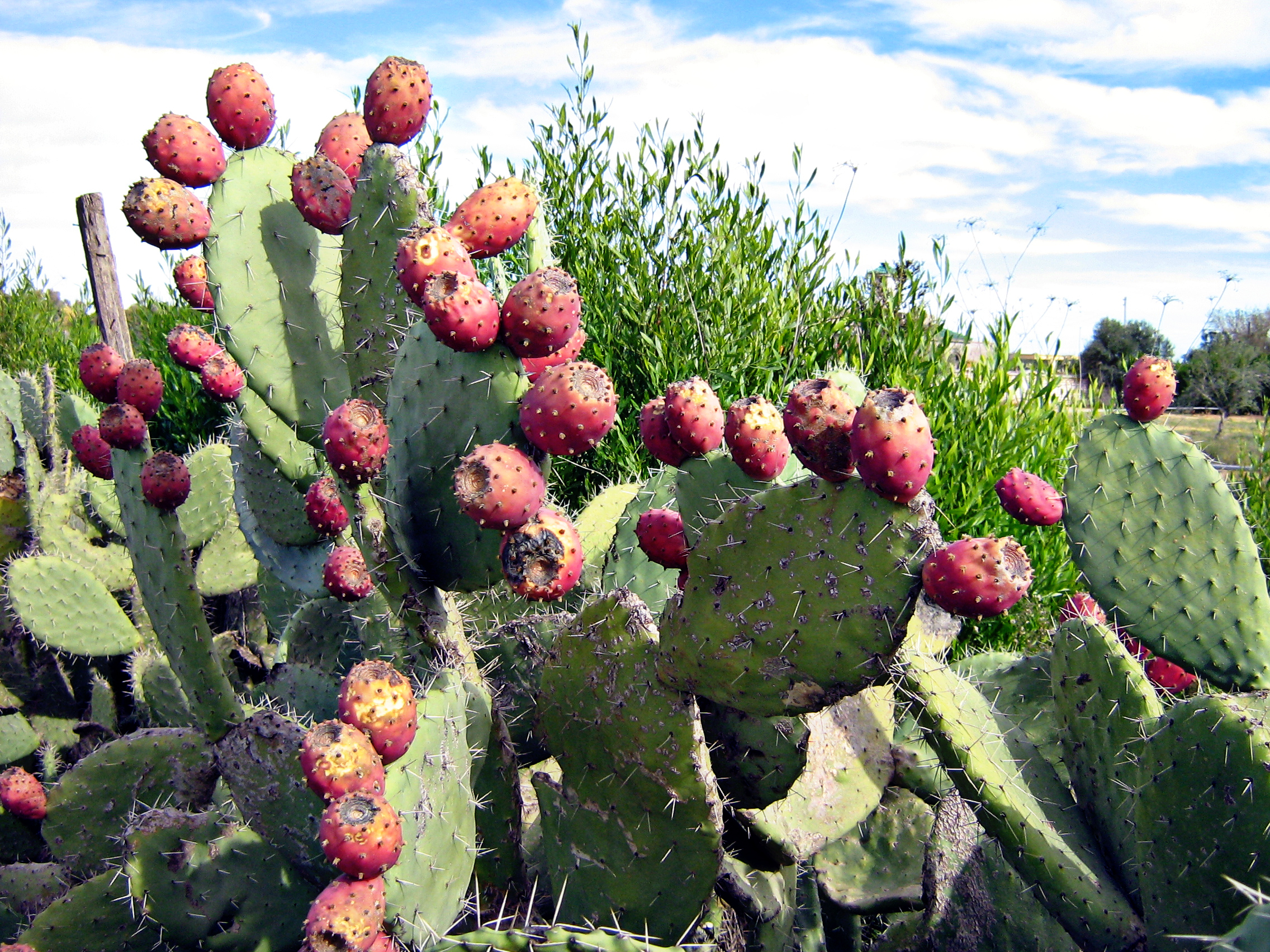
De vruchten van de opuntia cactus waarvan Miss Blyden wordt gemaakt.

De traditionele manier van bereiden was door het vruchtvlees met de suiker en specerijen in mandflessen (of dameraans) in de grond te begraven. Een natuurlijk fermentatieproces kwam dan op gang.
Oorspronkelijk werd de drank geassocieerd met Kerstmis en werd de fles op de 24ste december opgegraven.